# طغلی آلبوفتیله
طغلی آلبوفتیله، روستایی از توابع بخش مرکزی شهرستان رامهرمز در استان خوزستان ایران است.بزرگ این روستا آقای زایر حاتم ابو محمد الفتلاوی هستن،،

## جمعیت
این روستا در دهستان حومه‌غربی قرار دارد و براساس سرشماری مرکز آمار ایران در سال ۱۳۸۵، جمعیت آن ۱۱۲ نفر (۱۸خانوار) بوده‌است.